# Hiptage
Hiptage é um género botânico pertencente à família Malpighiaceae.

## Espécies
- Hiptage acuminata Wall. ex A.Juss.
- Hiptage arborea Kurz
- Hiptage benghalensis (L.) Kurz
- Hiptage candicans Hook.f.
- Hiptage cavaleriei H.Lév.